# Kadena Air Base

i7
i11
i13
Die Kadena Air Base (kurz: Kadena AB; japanisch 嘉手納飛行場 Kadena Hikōjō, IATA-Code: DNA, ICAO-Code: RODN) ist ein Luftwaffenstützpunkt der US-Luftwaffe auf der japanischen Insel Okinawa, rund 20 Kilometer nordöstlich von Naha. Sie erstreckt sich über die Gemeinden Kadena, Chatan und Okinawa.
Sie verfügt über zwei Start- und Landebahnen von je 3689 Metern Länge und hat eine Fläche von 19,95 km². Rund 18.000 Amerikaner und 4.000 Japaner arbeiteten Ende 2005 auf der oder für die Basis. Geleitet wird sie vom 18. Geschwader der 5. Luftflotte der Pacific Air Forces. Fest stationiert sind hier rund 80 Luftfahrzeuge verschiedener Typen der USAF. Nach dem derzeitigen Stationierungskonzept handelt es sich um eine Main Operating Base.

## Geschichte
Während des Zweiten Weltkrieges eroberte die 7. US-Infanteriedivision am 1. April 1945 (dem ersten Tag der Schlacht um Okinawa) ein Flugfeld nahe dem Ort Kadena. Eine Woche später war die 1.524 Meter (5.000 Fuß) lange Piste aus befestigtem Korallenkalk wieder für den Flugbetrieb hergerichtet, Artillerie-Beobachtungsflugzeuge gehörten zu den ersten Benutzern. Bis August 1945 erweiterten die US-Streitkräfte den Platz für die geplante Invasion von Japan um eine neue 1980 Meter lange Asphaltbahn und verlängerten die alte Bahn auf 2285 Meter für Bomber. Am 7. September 1945 ergaben sich hier die letzten japanischen Kämpfer der Ryūkyū-Inseln den Amerikanern.
Das Flugfeld hieß nach der Eroberung zunächst Kadena Airfield, ab dem 20. November 1945 Kadena Army Air Base und ab dem 8. März 1948 Kadena Air Force Base. Am 1. November 1949 erhielt es schließlich den heutigen Namen Kadena Air Base.
Zwischen 1951 und 1953 wurde die Hauptbahn auf ihre heutige Länge von 3690 m gebracht. Während des Koreakrieges stationierte die US-Luftwaffe vor allem Bomber des Typs B-29 Superfortress in Kadena, die 1954 von F-86-Kampfflugzeugen abgelöst wurden. Ihnen folgten 1957 F-100 Super Sabre, 1962 F-105 Thunderchief und Anfang der 1970er Jahre F-4 Phantom II.
Nach einem US-Japanischen Übereinkommen vom 15. Mai 1972 wurden die Ryukyu-Inseln mit Okinawa wieder von Japan verwaltet. Die US-Streitkräfte räumten kleinere Einrichtungen auf der Insel und konzentrierten sich auf die Kadena Air Base, auch die US-Marine und das US-Marine Corps nutzten sie nun ständig.
Im Vietnamkrieg diente Kadena als Basis für B-52-Bomber, die Höhenaufklärer Lockheed A-12 und SR-71 Blackbird und Tankflugzeuge des Typs KC-135 Stratotanker. Ende der 1970er Jahre übernahmen F-15 Eagle die Rolle der Phantom, dazu kam eine AWACS-Staffel mit E-3 Sentry.
Von Februar bis Mai 2007 verlegte die US-Luftwaffe eine Staffel ihres modernsten Tarnkappen-Kampfjets des Typs F-22 Raptor von Langley nach Kadena. Die Jäger nahmen dort an Übungseinsätzen und Vorführungen teil. Dies war das erste Mal, dass F-22 außerhalb der USA eingesetzt wurden. Im März 2013 haben die USA von Kadena F-22-Jagdflugzeuge nach Südkorea verlegt.
Nachdem ein US-Soldat eine 20-jährige Einwohnerin der Insel vergewaltigt und ermordet hatte, gab es mehrere Proteste auf der Insel, welche die Räumung der US-Luftbasis forderten. An der Demonstration vom 20. Juni 2016 in Okinawa nahmen über 60.000 Menschen teil und skandierten mit Plakaten gegen den Stützpunkt.
Nach über 40 Jahren Dienstzeit wurden die F-15C/D im Zeitraum 2022/24 im Hinblick auf ihre bevorstehende Außerdienststellung aus Japan abgezogen. Zunächst kam es als Ersatz zu temporären Verlegungen von Verbänden anderer Standorte, unter anderem mit F-22. Neue F-15 der Baureihe EX sollen ab 2026 dauerhaft in Kadena stationiert werden.

## Heutige Nutzung
Folgende Einheiten der US-Streitkräfte nutzen die Kadena Air Base heute:
- "Hausherr" Kadenas ist das 18th Wing, ein gemischter Verband der Pacific Air Forces mit typischerweise zwei Kampfflugzeugstaffeln und je einer Staffel E-3-Aufklärern, KC-135-Tankern und zwei Rettungsstaffeln, die mit Helikoptern der Typen MH-47 und HH-60 ausgerüstet sind
- Die 353rd Special Operations Group des Air Force Special Operations Command mit einer Staffel MC-130J-Missionsflugzeugen
- Eine vorgeschobene Staffel mit RC-135-Aufklärern des 55th Wing der Offutt Air Force Base

Zukünftig sollen hier dauerhaft erneut "Eagles", und zwar in der Version F-15EX stationiert werden.

## Zwischenfälle
- Am 5. März 1951 versuchten die Piloten einer Douglas DC-3/C-47B-1-DK der United States Air Force (Luftfahrzeugkennzeichen 43-48483) an der Kadena Air Base mit nur einem laufenden Triebwerk durchzustarten und stürzten dabei ab. Von den drei Crewmitgliedern starb eines.[8]

- Am 18. Januar 1958 fiel bei einer Douglas DC-4/R5D der United States Navy (US Navy) (Luftfahrzeugkennzeichen unbekannt) während des Starts von der Kadena Air Base ein Triebwerk aus. Das Flugzeug kollidierte mit einem Hügel 1600 Meter von der Startbahn entfernt und wurde irreparabel beschädigt. Alle 31 Insassen, Besatzungsmitglieder und Passagiere, überlebten den Unfall, zwei davon erlitten Verbrennungen.[9]

- Am 30. April 1967 musste an einer Douglas C-133B Cargomaster der United States Air Force (USAF) (59-0534) während des Steigflugs in etwa 3800 Metern Höhe das Triebwerk Nr. 4 (rechts außen) wegen eines Propellerdefekts abgestellt werden. Während der Rückkehr zum Startflugplatz fielen die Propellersteuerung und der Propellerstromkreis aus, was zu einer starren Propellersteigung führte, so dass sich alle drei verbliebenen Triebwerke in 2500 Fuß Höhe abstellten. Daher musste 5 Kilometer östlich der Kadena Air Base eine Notwasserung durchgeführt werden, bei der das Flugzeug zerbrach. Alle Besatzungsmitglieder überlebten den Unfall.[10]